# Загородное шоссе
За́городное шоссе́ — улица Москвы в Донском районе Южного административного округа. С севера продолжается как Малая Тульская улица, с юга, за путепроводом через МК МЖД, как Большая Черёмушкинская улица. Нумерация домов ведётся от Малой Тульской улицы. С нечётной стороны примыкает Севастопольский проспект.

## Название
Шоссе получило название 10 октября 1929 года из-за своего расположения на территории, располагавшейся за городской чертой. Ранее, с конца XIX века, носило название Якунчиково шоссе (с 1923 года утверждено написание Якунчиковское шоссе). Это название было связано с расположением владений семейства Якунчиковых в Черёмушках, куда вело шоссе.

## Примечательные здания и сооружения
По нечётной стороне:
- № 1, корпус 3 — Представительство правительства Белгородской области
при Правительстве Российской Федерации
- № 5 — завод «Стеклоагрегат»

По чётной стороне:
- № 2 — Московская психиатрическая больница № 1 (имени Н. А. Алексеева, ранее имени П. П. Кащенко) (1890—1891, архитектор Л. О. Васильев, при участии архитекторов И. М. Рыбина, Н. Д. Морозова).
- № 2А — спортивная школа «Тринта»
- № 8А —ГБОУ школа № 630 имени дважды Героя Советского Союза Г. П. Кравченко

Вдоль чётной стороны шоссе располагается прогулочная зона и пруд Бекет — один из природных памятников Москвы — в пойме реки Чуры.

## Транспорт
По шоссе в 1952 году проложена трамвайная линия, используемая в настоящее время маршрутами 26 и 38. Кроме того, по шоссе проходят автобусы м90, 121, 915, н16.
С 10 сентября 2016 года работает станция МЦК «Крымская». Будущая перспективная пересадка на станцию метро «Крымская» Троицкой линии метро.